# Матюх, Павел Иванович
Матюх Павел Иванович (1911—1980) — Герой Советского Союза. Во время службы Матюх был помощником командира стрелкового взвода 366-го стрелкового полка 126-й стрелковой дивизии 51-й армии 4-го Украинского фронта.

## Биография
Будущий герой родился в крестьянской семье 4 (17) декабря 1911 года в посёлке Большой Токмак Российской империи, ныне город Токмак, Запорожская область.
Павел получил среднее образование в школе ФЗУ. До призыва в армию работал слесарем на заводе «Красный прогресс». Призван в армию в 1933 году.
Участвовал в боевых действиях в Великую Отечественную войну с самого её начала. Состоял в ВКП(б)/КПСС с 1944 года.
Старшина Павел Матюх в боях на подступах к городу Мелитополь в конце октября 1943 года, будучи помощником командира взвода, заменил его в связи с тяжёлым ранением. Под командованием Матюха бойцы заняли важную позицию в помещении кирпичного завода и, отбивая все контратаки противника, удерживали её до прихода подкрепления.
После окончания войны, будучи уже лейтенантом Матюх П. И. отправлен в запас (в 1946 году).
Скончался 9 августа 1980 года.

## Награды
- За выполнение боевых заданий на фронте и проявленные при этом мужество и героизм старшине Матюху Павлу Ивановичу указом Президиума Верховного Совета СССР от 1 ноября 1943 года было присвоено звание Героя Советского Союза с вручением ордена Ленина и медали «Золотая Звезда» (№ 1301).
- Награждён орденом Красной Звезды, а также медалями.